# Argyrolepidia megisto
Argyrolepidia megisto är en fjärilsart som beskrevs av Jean Baptiste Boisduval 1832. Argyrolepidia megisto ingår i släktet Argyrolepidia och familjen nattflyn. Inga underarter finns listade i Catalogue of Life.